# Nepenthes khasiana
Nepenthes khasiana Hook.f., 1873 è una pianta carnivora della famiglia Nepenthaceae, endemica dello stato di Meghalaya, in India, dove cresce a 500–1500 m.

## Conservazione
La Lista rossa IUCN classifica Nepenthes khasiana come specie in pericolo di estinzione (Endangered).